# Ангел милосердя
«Ангел милосердя» (чеськ. Andel milosrdenství) — словацький чеськомовний драматичний фільм 1993 року режисера Мілослава Лютера з Інґрід Тімковою, Юраєм Сімком і Йозефом Вайнаром у головних ролях. Фільм був обраний словацькою заявкою на найкращий фільм іноземною мовою на 67-й церемонії вручення премії Оскар, але не був прийнятий.

## Акторський склад
- Інґрід Тімкова — Анечка
- Юрай Сімко — Кристоф
- Йозеф Вайнар — Горецький
- Петер Сімун — Феро
- Юрай Мокрий — Сильвіо
- Марта Сладецькова — Гільда